# Hyphydrophilus projectus
Hyphydrophilus projectus är en mångfotingart som beskrevs av Pereira, Foddai och Minelli 2000. Hyphydrophilus projectus ingår i släktet Hyphydrophilus och familjen storjordkrypare. Inga underarter finns listade i Catalogue of Life.